# Casimiro Hernández Calvo
Casimiro Hernández Calvo (Cerezal de Peñahorcada, 15 de noviembre de 1941-15 de abril de 2024) fue un político español, que fue alcalde de Vilvestre, diputado provincial desde 1979 hasta 1983 de la Diputación Provincial de Salamanca, senador electo por Salamanca y miembro del Partido Popular.

## Trayectoria política

### Senado
Fue senador por Salamanca en las legislaturas III (1986-1989, por Alianza Popular, dentro de Coalición Popular), obteniendo 68.025 votos y siendo el 4.º senador más votado por Salamanca, desempeñando los cargos de:
Vocal de la Comisión de educación, universidades, investigación y cultura.
Vocal de la comisión de reglamento.
Vocal de la Comisión Mixta para las Relaciones con el Tribunal de Cuentas.
En la IV Legislatura (1989-1993, por el Partido Popular), obteniendo 85.027 votos y siendo el senador más votado por Salamanca, desempeñó los cargos de:
Vocal de la comisión de obras públicas, ordenación del territorio y medio ambiente, urbanismo, transportes y comunicaciones.
Vicepresidente 2.º de la comisión de asuntos iberoamericanos.
En la V Legislatura (1993-1996, por el Partido Popular), obteniendo 107.891 votos y siendo el senador más votado por Salamanca, desempeño los cargos de:
Vocal de la comisión de defensa
Secretario 2.º de la comisión de obras públicas, medio ambiente, transportes y comunicaciones.
Miembro de ponencias para informar sobre textos legislativos.
Vocal de la comisión de asuntos iberoamericanos.
En la VI Legislatura (1996-2000, por el Partido Popular), obteniendo 122.405 votos y siendo el 2.º senador más votado por Salamanca, y desempeño los cargos de:
Vocal de la comisión de obras públicas, medio ambiente, transportes y comunicaciones.
Viceportavoz de la comisión de asuntos iberoamericanos.

### Diputación Provincial de Salamanca
Fue diputado por el Partido judicial de Vitigudino desde 1979 a 1981 por Unión de Centro Democrático, de 1983 a 1991 por Alianza Popular, y de 1991 a 1995 por el Partido Popular.
Tras las elecciones de 1991, estuvo a punto de ser nombrado presidente de la Diputación Provincial de Salamanca, dado que él era el candidato a la presidencia designado por el Grupo Popular, y además el Partido Popular contaba con mayoría absoluta de diputados (13 de 25). Pero un acuerdo secreto, la noche previa al pleno de investidura entre los 11 diputados del PSOE, la que fuera presidenta de la Diputación entre diciembre de 1988 y 1991 y diputada por el CDS, María del Rosario Diego Díaz-Santos, y José Jesús Dávila Rodríguez, un transfuga del PP, le dan la presidencia a este último.

### Ayuntamiento de Vilvestre
Fue alcalde de Vilvestre antes de 1979 como alcalde franquista, entre 1979 y 1983 por Unión del Centro Democrático, entre 1983 y 1987 por Alianza Popular.
En las elecciones de 1987 obtuvo los 7 concejales por Alianza Popular.
En las elecciones de 1991 obtuvo 6 de los 7 concejales por el Partido Popular.

## Obras acometidas durante sus mandatos como alcalde deVilvestre
Destacan entre las obras realizadas durante su estancia en la Casa Consistorial de Vilvestre.
- La pavimentación de todas las calles de Vilvestre.

- La construcción del camino asfaltado de Vilvestre a Cerezal de Peñahorcada (Actual  CM-VI-1 )

- El apoyo económico a D.Victorino García Benito, párroco de la localidad, para la construcción de la Residencia de ancianos.

- La construcción del camino de los olivares y su posterior asfaltado, y la construcción del camino hasta la cruz de los baños.

- La acometida de agua potable en todo el pueblo y la construcción del depósito de agua de "los cañizos".

- La construcción de la red de alcantarillado.

- La renovación del alumbrado público.

- La construcción del parque infantil y la pista de futbito.

- La construcción de la sede actual del Ayuntamiento de Vilvestre.

- La construcción de las Piscinas Municipales.

- La reforma de las Antiguas Escuelas (Teleclub).

- Instalación de la báscula para camiones.

- Construcción de la Almazara S.Coop. Virgen del Castillo.

## Datos biográficos
Fue profesor de EGB y ha sido director del Colegio Público de Vilvestre (Salamanca)
Estaba casado y tenía dos hijos.